# Царик, Александр Николаевич
Алекса́ндр Никола́евич Ца́рик (род. 1 октября 1957, Новая Одесса) — главный редактор «Липецкой газеты».

## Биография
Родился 1 октября 1957 года в городе Новая Одесса Николаевской области Украины.
В 1975 году окончил среднюю школу № 4 города Грязи Липецкой области.
В 1983 году с отличием окончил исторический факультет Воронежского государственного университета, Северо-Кавказский социально-политический институт (по специальности — пресс-менеджер), аспирантуру кафедры отечественной истории Воронежского аграрного университета.
С 1985 по 1990 год работал на различных должностях районного уровня в Грязях, курировал политические вопросы.
С января 1990 по апрель 1994 года — главный редактор районной газеты «Грязинские известия».
В апреле 1994 года избран депутатом Липецкого областного совета депутатов где стал советником его председателя О. П. Королева.
Александр Царик стал автором областного закона о поддержке государственных СМИ Липецкой области, который действовал до 2006 года.
В июле 1998 года, после победы Олега Королева на губернаторских выборах, Царик возглавил управление по делам печати, телерадиовещания и СМК Липецкой области.
С февраля 2002 года по май 2009 года, с апреля 2015 года по октябрь 2018 года — руководитель пресс-службы администрации Липецкой области.
С июня 2009 года по апрель 2015 года — главный редактор «Липецкой газеты».
Кандидат исторических наук. Тема диссертации — «История создания и деятельности профсоюза работников земли и леса губерний Центрального Черноземья 1917—1928 гг.».
Награждён медалью «За заслуги в проведении Всероссийской переписи населения» и медалью ордена «За заслуги перед Отечеством» II степени.
Женат. Двое детей.